# Сант'Агата ди Езаро
Сант'А̀гата ди Еза̀ро (на италиански: Sant'Agata di Esaro) е село и община в Южна Италия, провинция Козенца, регион Калабрия. Разположено е на 450 m надморска височина. Населението на общината е 1952 души (към 2012 г.).